# M.Mobile
M Dot Mobile Sdn Bhd, больше известная под брендом M.Mobile — бывшая малайская компания по разработке и производству сотовых телефонов, базировавшаяся в Куала-Лумпуре. Она являлась первым производителем сотовых телефонов в стране, а также первой в мире компанией по разработке и маркетингу сотовых телефонов, принадлежащей мусульманам, в партнерстве между Малайзией и Китаем. 30 % долей M.Mobile владела машиностроительная компания Kosmo Technology Industrial Bhd.
Компания была основана 1 июня 2005 года и вскоре выпустила первый малайский сотовый телефон M.Mobile M10. Он был выполнен в форм-факторе классического моноблока, имел цветной экран разрешением 160х128, был оснащён 0,3-мегапиксельной камерой и поддерживал 2 диапазона GSM — иными словами, его характеристики были типичными для бюджетного сотового телефона как своего времени, так и последующих лет. Проектирование и вывод этого устройства на рынок обошлись в 15 млн рингит, а в течение следующих 10 месяцев ещё 25 млн рингит было инвестировано в разработку и выпуск ряда новых моделей телефонов.
M.Mobile работала и на внешних рынках. Единственным дистрибьютером её телефонов на рынке стран ЮВА была её дочерняя компания VC Communications. В феврале 2006 года был заключён контракт на пятилетнюю поставку телефонов саудовской компании Saudi Television Manufacturing Company (STMC) общей стоимостью порядка 2 млрд рингит, однако его полная реализация не состоялась.
В 2007 году компания без каких-либо публичных заявлений прекратила деятельность. В 2019 году три бывших топ-менеджера Kosmo, один из которых был гендиректором M.Mobile, были привлечены к уголовной ответственности (штраф и тюремное заключение до 2 лет) за совершённое в 2006—2007 годах мошенничество путём завышения показателей продаж в квартальных финансовых отчётах.

## Список продукции
- M10
- M10M
- MB110
- MB210
- MB210i
- MB310
- MS310
- MB320
- MB330
- MB360
- MB370
- MB380
- MS310

## Любопытные факты
В 2015 году в Пакистане появился бренд смартфонов M-Mobile, работавший, как и большинство локальных брендов, путём ODM-заказов у китайских производителей и никак не связанный с малайской компанией. Тем не менее некоторые пользователи интернета ошибочно предполагали, что это — возрождение старого бренда. Появился даже фан-клуб в Facebook. Пакистанский бренд ничем не запомнился, просуществовал около трёх лет и выпустил несколько бюджетных смартфонов.